# Crossman
Crossman är en ort i Australien. Den ligger i kommunen Boddington och delstaten Western Australia, omkring 120 kilometer sydost om delstatshuvudstaden Perth. Antalet invånare är 370.
Trakten runt Crossman är nära nog obefolkad, med mindre än två invånare per kvadratkilometer.. Närmaste större samhälle är Boddington, omkring 12 kilometer väster om Crossman. 
Trakten runt Crossman består till största delen av jordbruksmark. Genomsnittlig årsnederbörd är 757 millimeter. Den regnigaste månaden är september, med i genomsnitt 139 mm nederbörd, och den torraste är februari, med 9 mm nederbörd.